# Движение за независимость Окинавы
Движение за независимость Окинавы или Движение за независимость Рюкю (кит. трад. 琉球獨立運動, упр. 琉球独立运动, пиньинь liúqiú dúlì yùndòng, палл. люцю дули юньдун, 琉球独立運動, рю:кю: докурицу ундо:) — движение, ставящее своей целью превратить Окинаву и прилегающие к ней острова (острова Рюкю) в независимое от Японии государство. Движение возникло в 1945 году, после окончания войны на Тихом океане. Некоторые рюкюсцы считали, что после начала оккупации Японии союзниками Рюкю (Окинава) должна в конечном итоге стать независимым государством, а не быть возвращена в состав Японии. Большинство же настаивало на объединении с метрополией, надеясь, что это ускорит конец её оккупации союзниками. Американо-японский договор о безопасности был подписан в 1951 году, и тогда же произошло формальное воссоединение Окинавы с Японией, предусматривающее продолжение американского военного присутствия на архипелаге. Это подготовило почву для возобновления политического движения за независимость Рюкю.

## Исторический контекст

Острова Рюкю

Первоначально королевство Рюкю было государством-данником Китая. Короли Рюкю отправили послов в Китай и просили китайских императоров присваивать им титул вана Рюкю: этот обычай начался с 1372 года, во времена династии Мин, и продолжался до падения королевства Рюкю в 1875 году. Но поскольку как государство Рюкю было меньше и слабее, чем Япония, японцы из феодального японского княжества Сацума вторглись в страну в 1609 году, и с этого времени Рюкю пребывало в состоянии полунезависимого государства, пока не был официально аннексировано и превращено в префектуру Окинава в 1879 году. Вполне вероятно, что существовали различные сторонники независимости от Сацумы и Японии в этот период и также от Китая, данником которого было Рюкю. Однако никаких серьёзных народных движений в это время не возникло.
Точно так же, возможно, было значительное движение за независимость окинавского народа после её аннексии до и во время Второй мировой войны. После войны оккупационное правительство Соединённых Штатов взяло Окинаву под свой контроль, и Рузвельт сказал Чан Кайши, что он хочет возвратить Рюкю Китаю, но Чан Кайши отклонил это предложение по многим причинам. Американцы сохраняли контроль над островами Рюкю до 1972 года, в течение двадцати лет после завершения формальной оккупации остальной части Японии. В 1945 году, сразу после войны, существовали предпосылки для создания полностью независимого государства Рюкю, а затем, в период оккупации, возникло сильное движение не только за независимость, но и за возвращение под японский суверенитет.
С 1972 года и возвращения Окинавы под японский контроль народное движение оказалось снова нацелено на создание полностью независимого государства Рюкю.

## Мотивы и идеология
Среди тех, кто стремился вернуться под японский суверенитет, бытовало убеждение, что большая часть жителей Окинавы были частью японского народа — с этнической, культурной и политической точек зрения. Во время периода Мэйдзи, когда королевство Рюкю было официально упразднено и аннексировано, имели место большие усилия по ассимиляции местных жителей; правительство Мэйдзи, а также другие культурные и интеллектуальные агенты стремились заставить людей новой префектуры считать себя «японцами». Рюкюсцам давали японское гражданство, имена, паспорта и иные официальные представительства их статуса как части японского народа. Они также были вовлечены в недавно основанную национальную систему государственного образования. Благодаря этой системе образования и другим методам, как правительственным, так и независимым, рюкюсцы, наряду с меньшинствами со всех концов страны, были постепенно интегрированы в японский народ. Наблюдалось значительное переосмысление истории Рюкю и Хоккайдо, которые были присоединены к Японии в одно и то же время, и настойчиво распространялось убеждение, что не-японцы айны острова Хоккайдо и японский народ рюкюсцев были японцами этнически и культурно, начиная с самой зари их истории, несмотря на первоначально имеющиеся значительно различающиеся культуры. Со временем эта насаждаемая идентичность возобладала в молодых поколениях. Они родились в префектуре Окинава как японские граждане и считали себя принадлежащими к японцам.
Это не значит, что независимая идентичность окинавцев как отдельного народа была полностью утрачена. Многие[кто?] рюкюсцы считают себя отдельным народом, этнически отличающимся от японцев, с уникальным и особым культурным наследием. Они видят большую разницу между собой и «материковыми» японцами, и многие чувствуют сильную связь с традиционной культуры Рюкю и историей своего независимого государства до 1609 года. Политика ассимиляции, проводимая правительством Мэйдзи, подвергается активной критике.

## 1990-е и XXI век
Хотя есть движение как в США и Японии, так и на Окинаве за вывод американских войск и военных баз с Окинавы, там до сих пор имели место только отдельные и постепенные движения в этом направлении.
В 1995 году принятое решение вывести войска с Окинавы было отменено, и вновь наблюдался всплеск движения за независимость Рюкю. В 2005 году англо-китаец Линь Цюаньчжун (кит. трад. 林泉忠, пиньинь Lín Quánzhōng), адъюнкт-профессор Университета Рюкю, провёл телефонный опрос жителей Окинавы старше 18 лет. Он получил ответы от 1029 человек. На вопрос, считают ли они себя окинавцами (冲縄人), японцами (日本人) или и теми и другими, ответы были 40,6, 21,3 и 36,5 процентов соответственно. На вопрос, должна ли Окинава стать независимой, если японское правительство разрешит (или не разрешит) Окинаве свободно определять своё будущее, 24,9 % ответили, что Окинава должны стать независимой в случае разрешения и 20,5 % — что должна стать и в случае неразрешения от японского правительства. Те, кто считал, что Окинава не должна провозгласить независимость, насчитывали 58,7 % и 57,4 % соответственно.
Окинавская культура испытывает подъём в Японии. Хит 1992 года «Симаута» группы «The Boom» вызвал в стране неослабевающий массовый интерес к окинавской музыке, а на телевидении стали популярны кулинарные передачи с местным колоритом.